# 1993 DD2
1993 DD2 är en asteroid i huvudbältet som upptäcktes den 22 februari 1993 av den japanska astronomen Takeshi Urata vid Nihondaira-observatoriet.
Asteroiden har en diameter på ungefär 4 kilometer och den tillhör asteroidgruppen Maria.